# San Onofre (Sucre)
San Onofre es un municipio colombiano, siendo uno de los más antiguos del departamento de Sucre. Se encuentra en cercanías al Golfo de Morrosquillo y a espaldas de las faldas de las Serranías de San Jacinto.
Su principal sitio turístico es Rincón del Mar. La mayoría de sus habitantes son afrodescendientes. Han surgido en la parte del deporte grandes boxeadores y beisbolistas. 
Posee en su territorio el Santuario de fauna y flora El Corchal.

## División Político-Administrativa
Aparte de su Cabecera Municipal. San Onofre tiene una isla bajo su administración: Boquerón. Además, cuenta con los siguientes centros poblados:
- Aguas Negras
- Altos de Julio
- Arroyo Seco
- Barrancas
- Berlín
- Berrugas
- Bocacerrada
- Buenaventura
- Cerro de Las Casas
- El Aguacate
- El Campamento
- El Chicho
- El Pueblito
- Embocada Pajonal
- Higuerón
- Labarcés
- Las Brisas
- Libertad
- Pajonal
- Pajonalito
- Palacios
- Palmira
- Palo Alto
- Pisisi
- Plan Parejo
- Rincón del Mar
- Sabanas de Mucacal
- Sabanas de Rincón
- Sabanetica
- San Antonio

## Límites municipales
San Onofre limita al sur con municipios de su departamento, por el oeste con el Mar Caribe y por el norte, occidente y oriente con el departamento de Bolívar.
| Noroeste: Mar Caribe (Bahía de Barbacoas)                                       | Norte: Cartagena de Indias y Arjona ( Bolívar) | Nordeste: María La Baja ( Bolívar)    |
| Oeste: Mar Caribe Cartagena de Indias ( Bolívar) (Archipiélago de San Bernardo) |                                                | Este: El Carmen de Bolívar ( Bolívar) |
| Suroeste: Mar Caribe (Golfo de Morrosquillo)                                    | Sur: Tolú y Toluviejo                          | Sureste: Colosó, Chalán               |

## Historia
La historia del poblado se remonta mucho antes de la fundación de este por el general Antonio de la Torre y Miranda en 1774. En un llano fértil, bañado por el Arroyo Cascajo el cual desemboca en el Golfo de Morrosquillo formando la Boca de Zaragocilla. La zona estaba habitada por población dispersa de negros cimarrones, quienes se habían fugado de las haciendas establecidas en la provincia de Cartagena. Luego de la liberación de los esclavos, gran parte de estos viajaron hacia el sur ocupando las costas pertenecientes al hoy Municipio de San Onofre, comprendidas entre los playones, en la desembocadura del Canal del Dique y la Boca de Guacamaya en el límite del municipio de Tolú. 
Estos negros vivían de forma desordenada, y por esto, el 3 de marzo de 1778, Don Antonio de la Torre y Miranda decidió a su paso por la Sabana, agrupar a estos cimarrones y así fundar el poblado de San Onofre de Torobé, ya que se establecieron las primeras casas cerca al arroyo Torobé. Cabe destacar que los negros estaban esparcidos en los alrededores de la hacienda Quilitén, cercana a Santiago de Tolú.
Ya ubicados los primeros asentamientos; de las playas emprendieron la explotación de estas tierras costeras fértiles para el cultivo, ricas en cocoteros y pesca. La explotación productiva de las tierras permitió a los moradores conquistar el mercado de Cartagena, en donde se dieron a conocer por la comercialización de sus productos. las que se aplicaron desde luego a la labranza, recogiendo excesivas y repetidas cosechas de varios frutos que conducen por mar y venden en la plaza de Cartagena, con otras muchas producciones que les suministran unas tierras que no se habían cultivado”. El motivo por el cual escogió la hacienda Quilitén fue debido a la gran fertilidad de sus tierras y variedad de productos que se cosechaban. Con esta fundación se buscó satisfacer la necesidad de fuentes para el abastecimiento de alimentos para la ciudad de Cartagena, a más que con la fundación de villas y villorrios cumplía con el requerimiento de reconocer la existencia de habitantes en dichas regiones y someterlos al poder del rey y al de la iglesia. Don Antonio De la Torre tuvo el cuidado de entregar los respectivos títulos de fundación a los habitantes del nuevo poblado. 
Desde su fundación, la agricultura y la ganadería fueron las principales actividades económicas desarrolladas en la región. En el siglo XIX, era famosa esta zona por la producción de arroz. El puerto principal para la comunicación y el comercio con la ciudad de Cartagena y demás pueblos ribereños con que contaba San Onofre de Torobé, era el de Berrugas en cercanía al Golfo de Morrosquillo. 
San Onofre fue erigido municipio el 31 de julio de 1839, con las agregaciones de San Antonio, Labarcés, Los Ranchos de Bonitos, Comisario, Santa Cruz de Tigua y Santa Rita de Angela. Perteneció al hoy Departamento de Bolívar, y luego pasó a ser parte del Departamento de Sucre, en el año 1966. Cabe destacar la llegada de las Hermanas Franciscanas Misioneras de María Auxiliadora al municipio transmitiendo el mensaje de la Madre María Bernarda y construyendo el convento Santa Clara, el cual es actualmente un colegio, fundado el 11 de agosto de 1932.

## Estructura organizacional municipal
| San Onofre   | San Onofre  | San Onofre                 |
| Departamento | Código DANE | Categoría municipal (2022) |
| ------------ | ----------- | -------------------------- |
| Sucre        | 70713       | Sexta                      |

- Personería: Es un centro del Ministerio Público de Colombia que ejerce, vigila y hace control sobre la gestión de las alcaldías y entes descentralizados; velan por la promoción y protección de los derechos humanos; vigilan el debido proceso, la conservación del medio ambiente, el patrimonio público y la prestación eficiente de los servicios públicos, garantizando a la ciudadanía la defensa de sus derechos e intereses.

El actual Personero municipal es x (2024-2027).
- Concejo Municipal: Es la suprema autoridad política del municipio. En materia administrativa sus atribuciones son de carácter normativo. También le corresponde vigilar y hacer control político a la administración municipal. Se regulan por los reglamentos internos de la corporación en el marco de la Constitución Política Colombiana (artículo 313) y las leyes, en especial la Ley 136 de 1994 y la Ley 1551 de 2012.

Constituido por 13 concejales por un periodo de 4 años. 
- Alcaldía Municipal: En esta se encuentra la administración municipal y las entidades descentralizadas del municipio.

El Alcalde se pronuncia mediante decretos y se desempeña como representante legal, judicial y extrajudicial del municipio. El actual Alcalde municipal es Marta Cantillo Mártinez (2024-2027), elegido por voto popular.
- JAL. Sin constitución alguna en los corregimientos del municipio.

## Servicios públicos
- Energía Eléctrica: Afinia, del grupo EPM, es la empresa prestadora del servicio de energía eléctrica.
- Gas Natural: Surtigas es la empresa distribuidora y comercializadora de gas natural en el municipio.